# Sumario de la natural historia de las Indias
El Sumario de la natural historia de las Indias es un libro redactado por Gonzalo Fernández de Oviedo, publicado en Toledo, España, en 1526.

## ElSumario de la natural historia de las Indias
Las publicaciones de Gonzalo Fernández de Oviedo relacionadas con la historia natural de América comienzan en 1526 con el Sumario de la natural historia de Indias, publicado en Toledo, España. Se trata de un pequeño libro dedicado a Carlos V, para presentarle un adelanto de lo que iba a constituir su próxima Historia natural de las Indias.

Cuando en 1526 sale a la luz en Toledo el Sumario de Historia Natural de Gonzalo Fernández de Oviedo, la primera Historia Natural original que se imprimió en el mundo, hacía ya treinta y tres años que no cesaban de llegar a España buques procedentes del Nuevo Mundo. No menos de treinta y cinco naves habían realizado el tornaviaje al concluir el año 1500, cuando Colón rendía su tercer viaje. La práctica totalidad de ellas traerían, como muestras, o como provisiones, productos vegetales de origen americano.
«La flora americana en la España del siglo XVI.» Antonio M. Regueiro y González-Barros.

### Estructura
El libro se divide en 86 capítulos, enfocados en su mayoría en la flora y fauna americanas. Comienza con un proemio dedicado a Carlos V, en el que menciona cuáles son los temas que tratará en su libro. En su primer capítulo está dedicado a la navegación, y los consiguientes capítulos tratan sobre diferentes aspectos geográficos y sociales de la Isla Española, Cuba y Tierra Firme. Los capítulos de la fauna terrestre comienzan en el XI con el tigre, y a partir del XXVII se enfocan en las aves. Del XLIX al LXI, hablan sobre los animales más pequeños, como algunos insectos, culebras, lagartos y sapos. El capítulo LXII da inicio a las descripciones de la flora y sus respectivos frutos, que concluyen con el LXXX. Los últimos seis apartados refieren a diferentes curiosidades, como la minería o la pesquería, para finalizar con una última dedicatoria al emperador de España.

### Recepción
El Sumario fue bien recibido tanto por el emperador y la corte como por algunos intelectuales españoles. Sin embargo, tuvo serios choques con otros personajes, como con el fraile Bartolomé de las Casas. Una de las razones de esta enemistad, es que los textos de Oviedo fueron empleados por Ginés de Sepúlveda en la Junta de Valladolid para argumentar en contra  de las Casas.
En otros reinos europeos, el Sumario fue muy bien recibido y traducido al inglés, francés, latín e italiano, entre otros; y fue empleado por futuros naturalistas y hombres de ciencia.